# Rosalyn Terborg-Penn
Rosalyn Terborg-Penn (Brooklyn, 22 ottobre 1941 – Columbia, 25 dicembre 2018) è stata una scrittrice e storica statunitense, specializzata nella storia afro-americana e nella storia delle donne di colore. Il suo libro African American Women in the Struggle for the Vote, 1850-1920 è stato un lavoro rivoluzionario che ha recuperato le storie delle donne nere nel movimento per il suffragio femminile negli Stati Uniti. È stata membro della facoltà della Morgan State.

## Biografia
Nata Rosalyn Marian Terborg a Brooklyn, New York. Sua madre, Jeanne Terborg (nata Van Horn; 1916-2007), era un'impiegata di Indianapolis, e suo padre, Jacques A. Terborg (morto nel 1997), era un musicista jazz nato in Suriname.  Nel 1951 la sua famiglia si trasferì nel Queens, dove lei si diplomò alla John Adams High School nel 1959. Nel 1963 si laureò in storia al Queens College, City University di New York. Terborg-Penn si trasferì quindi a Washington, conseguendo il master in storia diplomatica degli Stati Uniti presso l'Università George Washington. Terborg-Penn ottenne poi il dottorato di ricerca dalla Howard University nella storia afroamericana prima del 1865.

### Il primo attivismo
Mentre era al Queens College, Terborg-Penn guidò una protesta nel campus quando la scuola non permise a Malcolm X di parlare. Organizzò anche viaggi di protesta su strada per studenti, compreso un viaggio nella contea di Prince Edward in Virginia, dove le scuole erano state chiuse da funzionari scolastici di integrazione antirazziale. Mentre erano lì, Terborg-Penn e altri studenti insegnarono agli studenti neri. Dopo essersi trasferita a Washington per frequentare la George Washington University, entrò a far parte del gruppo DC Students For Civil Rights e fece pressioni per il Civil Rights Act del 1964.

## Carriera

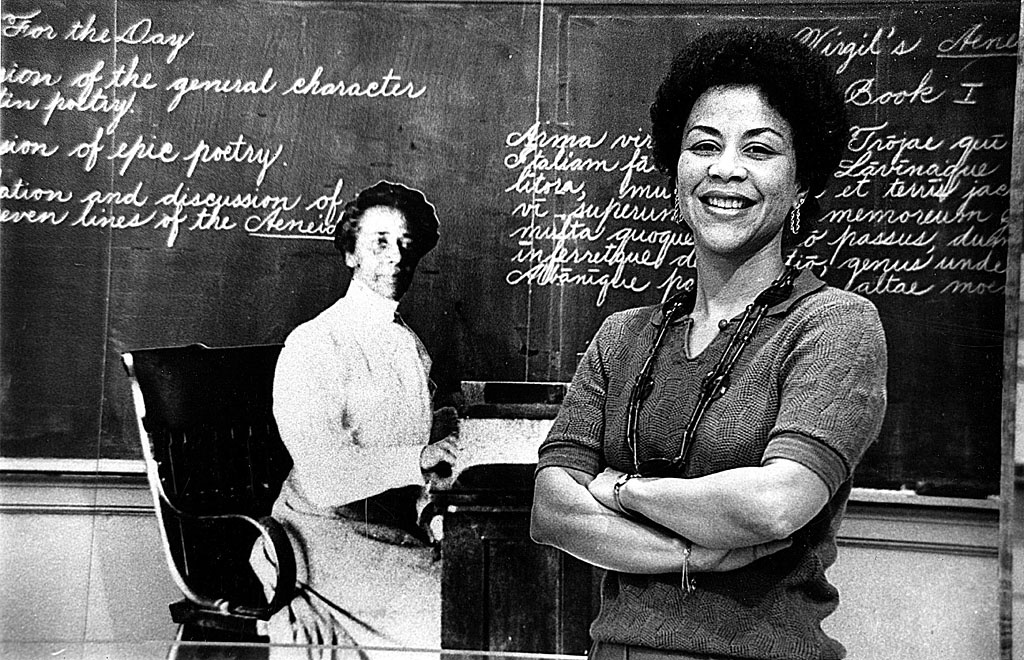
Rosalyn Terborg-Penn davanti alla mostra di Anna J. Cooper all'Anacostia Neighborhood Museum, 1985

Nel 1969 Terborg-Penn iniziò a insegnare alla Morgan State University (MSU). Ha sviluppato il primo dottorato di ricerca presso la MSU per studenti di storia.  È stata anche membro della facoltà presso l'Università del Maryland, Baltimora e l'Howard Community College.  Nel 1977 co-fondò l'Association of Black Women Historians e fu la prima direttrice nazionale dell'organizzazione.
Nel 1998 pubblicò African American Women in the Struggle for the Vote, 1850-1920. Il lavoro criticò la storia fino ad allora scritta del suffragio femminile negli Stati Uniti per aver cancellato i contributi delle donne nere e identificò più di 120 donne nere che avevano avuto un ruolo nella lotta per il voto ma avevano ricevuto scarso riconoscimento. Terborg-Penn sosteneva che, poiché gli obiettivi degli attivisti neri si discostavano dalle loro controparti bianche su questioni di oppressione razziale, la storia era stata scritta con al centro le donne bianche. L'opera è considerata fondamentale nella storia delle donne afroamericane.

### La morte
Morì il 25 dicembre 2018 nella sua abitazione di Columbia, nel Maryland, a 77 anni.

## Opere (selezione)
- African American Women in the Struggle for the Vote, 1850-1920, Indiana University Press, 1998 ISBN 0-253-21176-X
- (insieme a Sharon Harley) The Afro-American Woman: Struggles and Images, Black Classic Press, 1997 ISBN 978-1-57478-026-0
- (insieme a Andrea Benton Rushing) Women in Africa and the African Diaspora: A Reader, Washington, Howard University Press, 1997 ISBN 0882581945
- (insieme a Robert L. Harris) The Columbia Guide to African American History Since 1939, Columbia University Press, 2013 ISBN 978-0-231-51087-5